# Riksväg 92, Norge
Riksväg 92 (norska: Riksvei 92) är en riksväg i Finnmark fylke i norra Norge. Den består av två separata sträckor och går dels mellan Nedre Neiden och finska gränsen vid Neiden i Sør-Varangers kommun samt mellan finska gränsen vid Karigasniemi i Karasjoks kommun och Gievdneguoika i Kautokeino kommun. Mellan de två delsträckorna går finska stamväg 92 som tillsammans med denna väg bildar en sammanhängande vägsträcka på 319 kilometer med vägnummer 92.
Den norska riksvägen är totalt 126,5 kilometer lång och asfalterad. Den passerar bland annat genom tätorten Karasjok.

## Anslutningar
Riksväg 92 ansluter till:
- Europaväg 6 (vid Nedre Neiden)
- Stamväg 92 i Finland (vid Neiden)
- Stamväg 92 i Finland (vid Karigasniemi)
- Europaväg 6 (vid Karasjok)
- Europaväg 45 (vid Gievdneguoika)

## Bilder

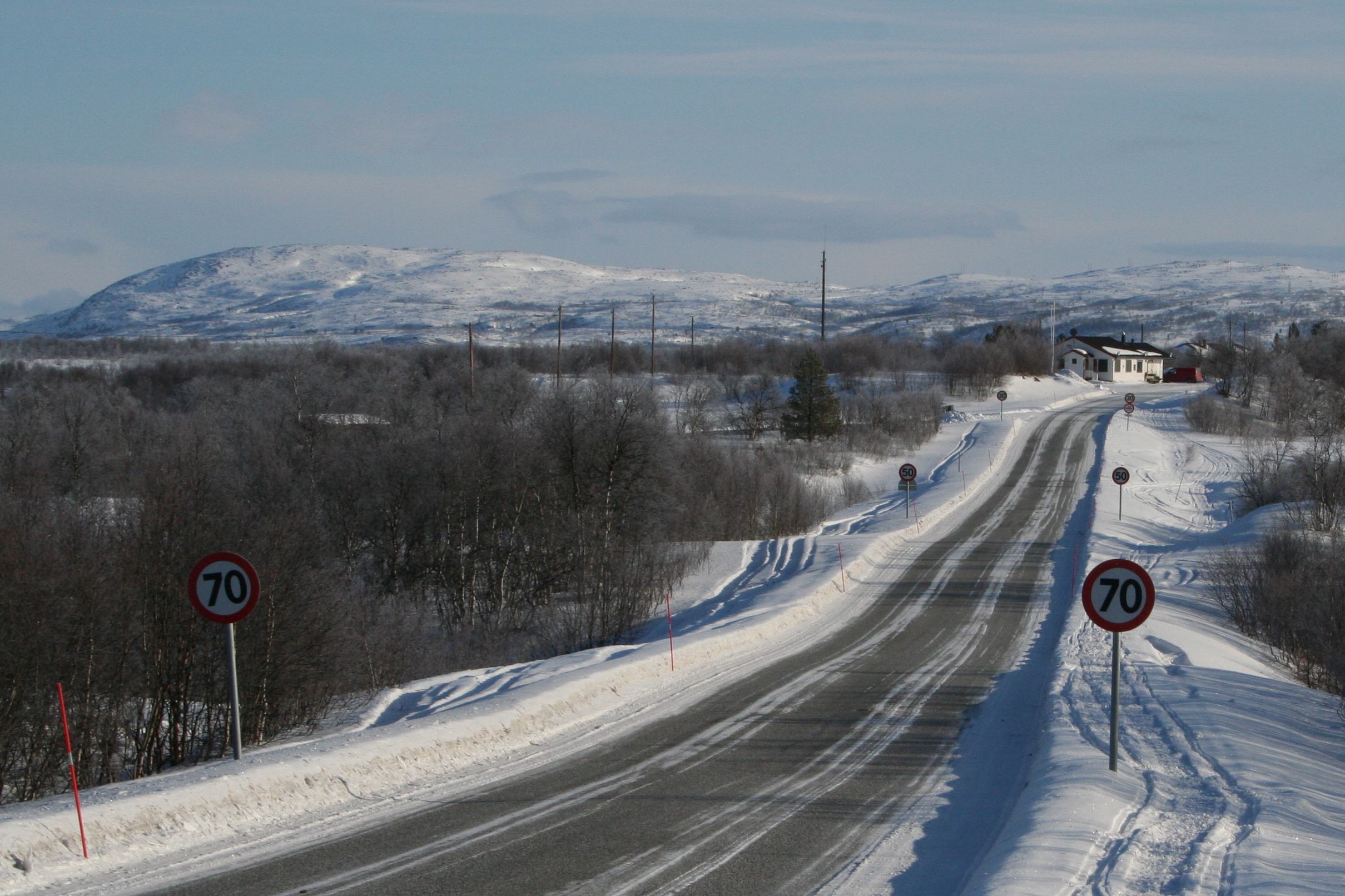
Riksväg 92 nära finska gränsen vid Neiden.
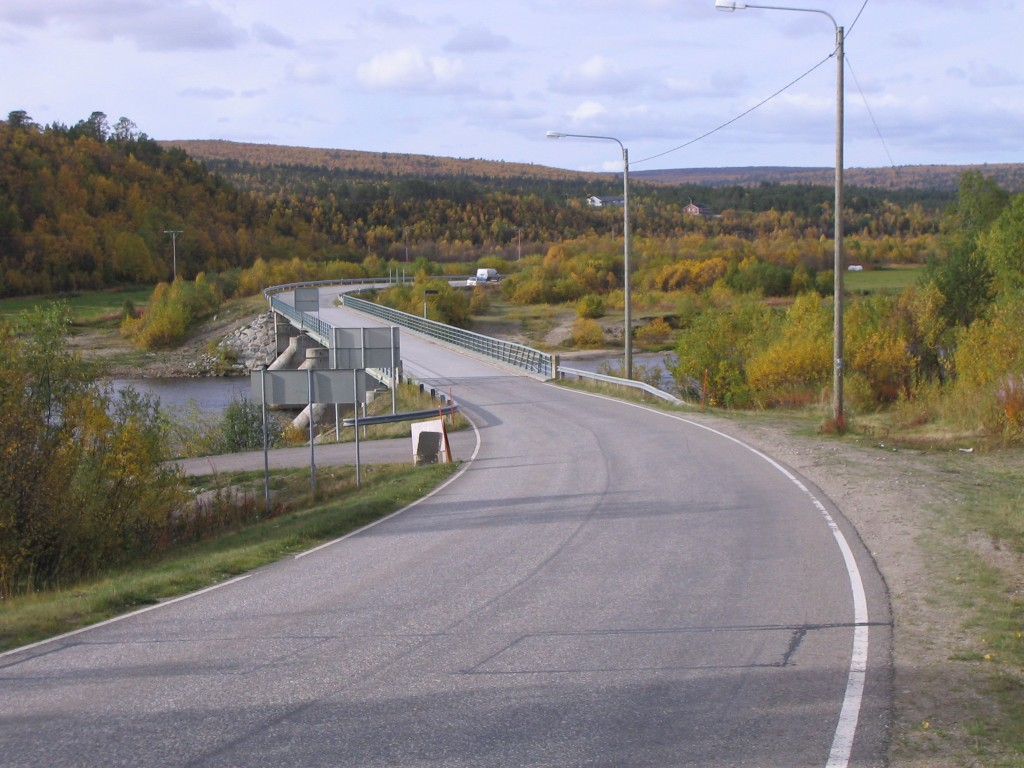
Bron över Enare älv vid finska gränsen vid Karigasniemi.
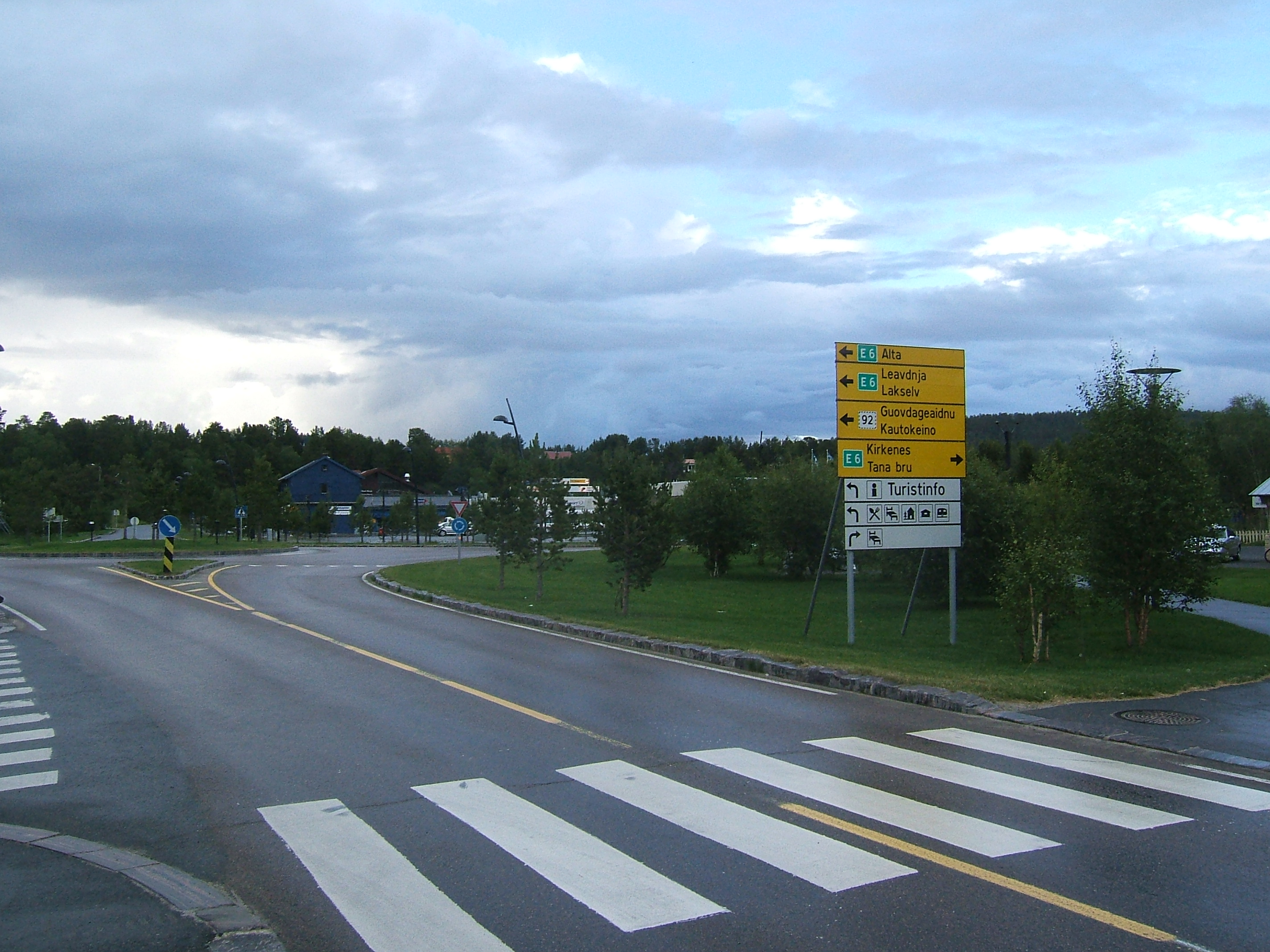
Riksväg 92 i Karasjok.